# Euphoria pilipennis
Euphoria pilipennis är en skalbaggsart som beskrevs av Ernst Gustav Kraatz 1883. Euphoria pilipennis ingår i släktet Euphoria och familjen Cetoniidae. Inga underarter finns listade i Catalogue of Life.